# Runaway-Breakdown
Der Runaway-Breakdown, im Deutschen auch Runaway-Entladung genannt, ist ein physikalischer Effekt der elektrischen Entladung, der wahrscheinlich bei der Blitzentstehung eine Rolle spielt. Dabei sinkt der Widerstand, den in Luft beschleunigte Elektronen durch Stöße erfahren, ab einer bestimmten Geschwindigkeit, anstatt weiter zu steigen.

## Probleme bei der Untersuchung der Blitzentstehung
Seit den ersten Untersuchungen von Blitzen durch Benjamin Franklin ging man davon aus, dass Blitze wie Funkenentladungen zu behandeln seien. Diese äußern sich z. B. durch kleine Stromschläge, die man bekommt, wenn man sich elektrostatisch aufgeladen hat und dann eine Türklinke berührt. Damit ein solcher Funkenüberschlag entstehen kann, müssen in der Luft elektrische Feldstärken von ungefähr drei Millionen Volt pro Meter auftreten. In Gewitterwolken wurden diese Feldstärken jedoch nicht einmal ansatzweise gemessen. Offenbar ist also der Mechanismus, der zur Entstehung eines Blitzes führt, keine einfache Entladung.

## Der Runaway-Breakdown
Eine Lösung des Problems könnte der Runaway-Breakdown, eine ungewöhnliche Art des elektrischen Durchschlags, mit sich führen. Diese Theorie wurde erstmals 1961 von Alexander Gurewitsch vom Lebedew-Institut in Moskau aufgestellt.
In einer konventionellen Entladung bewegen sich Elektronen relativ langsam, da sie permanent mit Molekülen der Luft zusammenstoßen. Dieser Widerstand ist umso größer, je schneller die Elektronen sind. Oberhalb von Geschwindigkeiten von 6 Millionen Meter pro Sekunde (etwa zwei Prozent der Lichtgeschwindigkeit) sinkt der Widerstand jedoch trotz zunehmender Geschwindigkeit wieder. Die Ursache liegt darin, dass das Maß für die Wahrscheinlichkeit einer Elektronen-Stoßionisation, der sog. Wirkungsquerschnitt, zunächst mit der Elektronenenergie oberhalb der Ionisationsschwelle zunimmt, bis beim ca. Dreifachen der Schwelle ein Maximum erreicht wird (Lotz-Formel). Darüber nimmt der Wirkungsquerschnitt wieder ab (Bethe-Heitler-Formel). Elektronen, die in einem starken elektrischen Feld über diesen Punkt hinaus beschleunigt werden, werden deshalb immer schneller und können fast Lichtgeschwindigkeit erreichen. Man bezeichnet sie als Runaway-Elektronen (im Deutschen auch als Ausreißer-Elektronen). Dadurch entstehen hohe Energien, die einige Forscher für die Blitzentstehung verantwortlich machen. Geht man von einem Runaway-Breakdown aus, so reichen bereits 150.000 Volt pro Meter an elektrischer Feldstärke aus, um einen Blitz entstehen zu lassen. Dieser Wert wird in Gewitterwolken auch tatsächlich gemessen.

## Nachweis des Runaway-Breakdowns
Wenn die stark beschleunigten Runaway-Elektronen mit Gasmolekülen der Luft zusammenstoßen, wird Bremsstrahlung in Form von Röntgen- und Gammastrahlung abgegeben. Der bislang beste erbrachte Nachweis für die Richtigkeit der Theorie vom Runaway-Breakdown besteht darin, dass es im Jahre 2001 tatsächlich gelungen ist, diese Strahlungen in Blitzen zu messen.